# Cernîleava, Iavoriv
Cernîleava (în ucraineană Чернилява) este localitatea de reședință a comunei Cernîleava din raionul Iavoriv, regiunea Liov, Ucraina.

## Demografie
Componența lingvistică a localității Cernîleava
     Ucraineană (99,89%)
     Alte limbi (0,12%)
Conform recensământului din 2001, majoritatea populației localității Cernîleava era vorbitoare de ucraineană (99,89%), existând în minoritate și vorbitori de alte limbi.